# Пет і Майк
«Пет і Майк» (англ. Pat And Mike) — кінокомедія 1952 року, головні ролі в якій виконали Кетрін Хепберн і Спенсер Трейсі.

## Сюжет
Пет працює інструктором з фізкультури в одному з коледжів південної Каліфорнії та показує відмінні результати у різних видах спорту. Але на шляху до її успіху постала одна проблема: коли наречений приходить дивитися, як майбутня наречена бере участь у змаганнях, та просто розвалюється на частини, збивається з темпу та постійно програє.
І ось одного разу вона знайомиться з Майком, який працює менеджером зі спорту: дуже добрим психологом та тренером. Він відразу помічає її талант і переконує зайнятися спортом професійно. Завдяки цим тренуванням вона змогла себе реалізувати. Пет виграє турніри з гольфу та тенісу один за одним, поступово закохаючись у свого тренера.

## У ролях
- Спенсер Трейсі — Майк Конован
- Кетрін Хепберн — Пет Пембертон
- Чарльз Бронсон — Генрі Таслінг
- Альдо Рей — Дейві Хако
- Семмі Уайт — Барні Грау
- Джим Бакус — Чарльз Баррі